# Kobylnica (Mazovie)
Pour les articles homonymes, voir Kobylnica.
Kobylnica (prononciation : [kɔbɨlˈnit͡sa]) est un village polonais de la gmina de Maciejowice dans le powiat de Garwolin de la voïvodie de Mazovie dans le centre-est de la Pologne.
Il se situe à environ 5 kilomètres au sud de Maciejowice (siège de la gmina), 28 kilomètres au sud de Garwolin (siège du powiat) et à 74 kilomètres au sud-est de Varsovie (capitale de la Pologne).
Le village possède une population de 552 habitants en 2012.

## Histoire
De 1975 à 1998, le village appartenait administrativement à la voïvodie de Siedlce.